# Nyckelpigespindel
Nyckelpigespindel (Eresus sandaliatus) är art i leddjursordningen spindlar.

## Kännetecken
Nyckelpigespindelns hane har mörk cephalothorax med röd bakkropp och svarta ben. Runt bakbenens leder finns en vit ring och på bakkroppen finns fyra stora och några mindre svarta fläckar. Detta gör att den på lite avstånd liknar en nyckelpiga och på så sätt har arten fått sitt trivialnamn. Honan är mörk över hela kroppen och har glänsande fina hår. Unga, icke könsmogna hanar liknar honan. Både hanar och honor har ett kraftigt huvud, som påminner om en hoppspindels, men ögonen är inte lika stora. Kroppslängden är 10 till 15 millimeter för honor och 7 till 10 millimeter för hanar. 

## Utbredning
Nyckelpigespindeln är den art med den nordligaste utbredningen i Europa i sitt släkte. I Sverige har den i nyare tid endast hittats i Skåne och i Halland. Dessutom finns inrapporterad ett fynd på 1800-talet från Skara.[källa behövs]

### Status
Nyckelpigespindeln är i Sverige klassad som starkt hotad av Artdatabanken. Den har under senare tid bara hittats på en enda lokal i Skåne och populationen uppskattas inte till mer än omkring 100 till 500 individer. Sommaren 2020 gjordes dock ett sensationellt fynd av ytterligare en lokal, i Halland, med ett hundratal bon. Den är fridlyst i Sverige. Även i en del andra länder är nyckelpigespindeln ansedd som hotad och den är fridlyst också i Storbritannien, samt klassad som starkt hotad i Danmark och Tyskland.

### Hot
Det främsta hotet mot nyckelpigspindeln är habitatförlust, genom igenväxning av dess livsmiljöer, som är öppna, vindskyddade och soliga marker med sparsam vegetation.

### Skydd
Förslag på bevarandeåtgärder är tillsyn och utförande av lämpliga skötselåtgärder på den lokal där nyckelpigespindeln finns så att de för arten rätta livsbetingelserna bibehålls.

## Levnadssätt
Nyckelpigespindeln fortplantar sig på våren när solen börjar värma ordentligt, i Sverige oftast i maj. Hanarna ger sig då ut och letar efter honorna, som spinner rörformiga nät nära marken, ungefär så stora som ett lillfinger, i vilka de väntar på att ett byte skall fastna. 
Hanens färg och teckning antyder att han är varningsfärgad, men nyckelpigespindeln är inte giftig att äta ens för en liten fågel. Däremot är det tänkbart att fåglar undviker att ta den, eftersom den ser ut som en osmaklig nyckelpiga. 
35 till 80 ägg läggs i en kull och efter kläckningen ger honan sina ungar näring genom att utsöndra en speciell vätska från sina mundelar. Efter fortplantningen dör honan. De små spindlarna övervintrar i boet och ger sig iväg för att spinna egna nät och fortplanta sig själva följande vår.